# 71式機雷
71式機雷（K-5）は、海上自衛隊が保有する機雷。敷設形態としては係維式、作動方式としては磁気による感応式とされている。
通峡阻止用として、水上艦によって敷設されるものである。磁気センサとしては、沈底感応機雷では受磁線輪（サーチコイル）が用いられるのにかわって、マグネット・メーターが用いられている。